# 北膏腴善惠寺砖塔
北膏腴善惠寺砖塔，位于中国山西省襄汾县汾城镇北膏腴村的大东门外，是一座密檐式砖塔，建于明弘治七年（1494年），八角九级，是善惠寺仅存的遗迹。寺庙创建于北齐天统二年（566年），毁于抗战期间。1984年9月，北膏腴善惠寺遗址列为襄汾县文物保护单位。